# Jaapiella azutavica
Jaapiella azutavica är en tvåvingeart som beskrevs av Fedotova 1997. Jaapiella azutavica ingår i släktet Jaapiella och familjen gallmyggor. Inga underarter finns listade i Catalogue of Life.